# 墨西哥人列表
墨西哥人按职业分类，可以从以下各列表中查询。
- 墨西哥君主列表
- 墨西哥国家首脑列表（英语：List_of_heads_of_state_of_Mexico）
- 墨西哥艺术家列表（英语：List of Mexican artists）
- 墨西哥演员列表（英语：List of Mexican actors）
- 墨西哥作家列表（英语：List of Mexican writers）
  - 墨西哥小说家列表（英语：List of Mexican novelists）
- 墨西哥建筑家列表（英语：List of Mexican architects）
- 墨西哥画家列表（英语：List of Mexican painters）
- 墨西哥作曲家列表（英语：List of Mexican composers）
- 墨西哥哲学家列表（英语：List of Mexican philosophers）
- 墨西哥雕刻家列表（英语：List of Mexican sculptors）
- 墨西哥电影导演列表（英语：List of Mexican film directors）
- 墨西哥裔美国人列表（英语：List of Mexican Americans）

|  | 本条目是人物相关列表索引。 |